# Fonte Arcada (Penafiel)
Fonte Arcada é uma povoação portuguesa sede da Freguesia de Fonte Arcada do Município de Penafiel, freguesia com 5,35 km² de área e 1459 habitantes (censo de 2021), tendo, por isso, uma densidade populacional de 272,7 hab./km².
Até 1832 integrou a comenda de Santiago de Fonte Arcada, da Ordem Militar de Cristo.

## História
- Contrato feito entre o Mestre do Templo e o Bispo de Porto:

Anterior à nacionalidade, a "villa" de Fonte Arcada foi doada, antes de 1126, por D. Teresa, mãe de Afonso Henriques, à Ordem dos Pobres Cavaleiros de Cristo e do Templo de Salomão (Templários). Estes possuíram mesmo uma casa em Fonte Arcada, como prova um contrato feito entre o Mestre do Templo e o Bispo do Porto, do ano de 1114, onde se estabelece o que deve ser dado ao Bispo, quando este visitasse pessoalmente a «Igrª d S. Thiago d Font Arcada». 
Com a extinção dos Templários em 1312, D. Dinis, Rei de Portugal, aplicou os bens da extinta ordem à Ordem Militar de Nosso Senhor Jesus Cristo (Ordem de  Cristo), fundada em 1319, Fonte Arcada passou, então, a ser uma reitoria da apresentação do Mesa da Consciência e Comenda da Ordem de Cristo, no antigo Concelho de Penafiel de Sousa. 
Fonte Arcada beneficiou do foral de Penafiel, dado por D. Manuel, em Évora, a 1 de Junho de 1519 e pertenceu ao extinto bispado de Penafiel, arcediagado de Penafiel (século XII). 
Existiu, também, um mosteiro Beneditino em Fonte Arcada, fundado entre 1085 e 1089, que veio a ser incorporado no de S. Bento de Ave Maria do Porto, no século XVI. Neste mosteiro viveu e professou "Donna Froilla H rmingu s", riquíssima senhora que fez grandes doações, em 1228, aos Templários.

## Demografia
A população registada nos censos foi:
| Distribuição da População por Grupos Etários | Distribuição da População por Grupos Etários | Distribuição da População por Grupos Etários | Distribuição da População por Grupos Etários | Distribuição da População por Grupos Etários |
| -------------------------------------------- | -------------------------------------------- | -------------------------------------------- | -------------------------------------------- | -------------------------------------------- |
| Ano                                          | 0-14 Anos                                    | 15-24 Anos                                   | 25-64 Anos                                   | > 65 Anos                                    |
| 2001                                         | 351                                          | 248                                          | 797                                          | 195                                          |
| 2011                                         | 288                                          | 232                                          | 887                                          | 199                                          |
| 2021                                         | 163                                          | 199                                          | 847                                          | 250                                          |